# Alfsee
Der Alfsee ist ein 2,2 km² großer Stausee im Norden des Landkreises Osnabrück in Niedersachsen (Deutschland).
Der Alfsee ist als Hauptbecken Teil des Hochwasserrückhaltebeckens Alfhausen-Rieste, das den Hochwasserschutz in der Haseniederung sicherstellt und als Naherholungsgebiet dient. Betreiber ist der Niedersächsische Landesbetrieb für Wasserwirtschaft, Küsten- und Naturschutz. Das gesamte Hochwasserrückhaltebecken Alfhausen-Rieste ist als Naturschutzgebiet ausgewiesen.

## Geografie
Der Alfsee befindet sich im nördlichen Bramgau im Osnabrücker Land. Er liegt rund 25 km nördlich Osnabrücks bzw. 8 km nördlich Bramsches südöstlich der Ankumer Höhe. Etwa 95 Prozent seiner Fläche gehören zur westlich gelegenen Gemeinde Alfhausen, nach welcher der Stausee benannt ist. Der Rest, eine Bucht im Osten des Sees, gehört zur im Osten befindlichen Gemeinde Rieste.

## Seenwelt

### Vier Seen
Die Wasseroberfläche des Alfsees (Hauptbecken) umfasst 2,2 km², die Uferlänge circa sieben Kilometer. Seine maximale Länge beträgt 2,88 km in Nord-Süd-Richtung. In West-Ost-Richtung ist er im Süden bis 330 m und im Norden bis 1.350 m breit. Das im Normalfall (Dauerstau) gespeicherte Wasservolumen beträgt rund 3,1 Mio. m³ bei einer Wassertiefe zwischen 1,50 und 1,75 m. Der Stauraum beim höchsten Stauziel umfasst 12,7 Mio. m³ bei einer Wassertiefe von 7 m. Dieses Stauvolumen wurde durch den Bau eines rund 9 Meter hohen Ringdeiches realisiert, welcher das komplette Becken umgibt.
Unmittelbar südlich, wo der künstlich angelegte Wasser-Zuleiter von der Hase in die Alfsee-Seenwelt einmündet, ist dem eigentlichen Stausee ein kleines Absetzbecken vorgelagert, von dem das Wasser über eine etwa 330 m lange Überlaufschwelle in den See einfließt. Der Höhenunterschied der Wasseroberfläche zum Hauptbecken beträgt im Normalfall (Dauerstau) rund 2 m.
Unmittelbar nordöstlich ist dem Alfsee ein Reservebecken nachgelagert, das in Nord-Süd-Richtung maximal 700 m lang und in West-Ost-Richtung bis zu 425 m breit ist. Es fasst ein maximales Stauvolumen von 8,1 Mio. m³ und ist als Naturschutzgebiet ausgewiesen. Abgesehen von einem See in der Mitte und einigen Stillgewässern, Gräben und dem rund einen Kilometer langen und fünf Meter breiten Durchleiter, liegt das Becken im Normalfall trocken und ist zum Teil bewaldet. Es ist ebenfalls komplett eingedeicht. Der Durchleiter kann 30 m³/s vom Auslass des Hauptbeckens zum Auslass des Reservebeckens abführen. BirdLife International identifiziert den Alfsee und das nördlich gelegene Reservebecken als Important Bird Area.
Direkt östlich grenzt an den Alfsee der kleine Dubbelausee, der in West-Ost-Richtung maximal 400 m und in Nord-Süd-Richtung bis 360 m lang ist und auf 37 m ü. NN liegt. Er entstand beim Abbau von Sand als Material für die Deiche und dient nicht der Hochwasserrückhaltung, sondern wird touristisch genutzt.

### Zu- und Abfluss
Der Alfsee stellt ein Hochwasserrückhaltebecken im „Nebenschluss“ dar. Das bedeutet, dass der ursprüngliche Flusslauf der Hase weiterbesteht und ein Teil des Wassers den See östlich umfließt. Nördlich der Stadt Bramsche zweigt an einem als Wehr ausgeführten Verteilerbauwerk ein künstlich angelegter, eingedeichter Zuleiter von der Hase ab, der Wasser aus Richtung Süden auf etwa 4,5 km Länge in die Seenwelt des Alfsees führt.
Vom Auslass des Reservebeckens fließt das Wasser durch einen ebenfalls künstlichen, rund 2,5 km langen Ableiter in Richtung Norden, ehe es wieder in die Hase mündet. Unmittelbar hinter dem Auslassbauwerk mündet die Ueffelner Aue in den Ableiter.

### Höchste Füllmengen
Eine volle Ausnutzung der Aufnahmekapazität des Alfsees und des Reservebeckens von zusammen 20,8 Mio m³ wurde bislang noch nicht benötigt.
Die höchsten Füllstände waren:
- 18,2 Mio. m³ im Jahr 1998 nach Orkan Xylia[3]
- knapp 16 Mio. m³ im Jahr 2023 beim Weihnachtshochwasser[4]
- 11,7 Mio. m³ im Jahr 2010 nach Tief Cathleen[3]
- 11,1 Mio. m³ im Jahr 2008[3]

## Geschichte

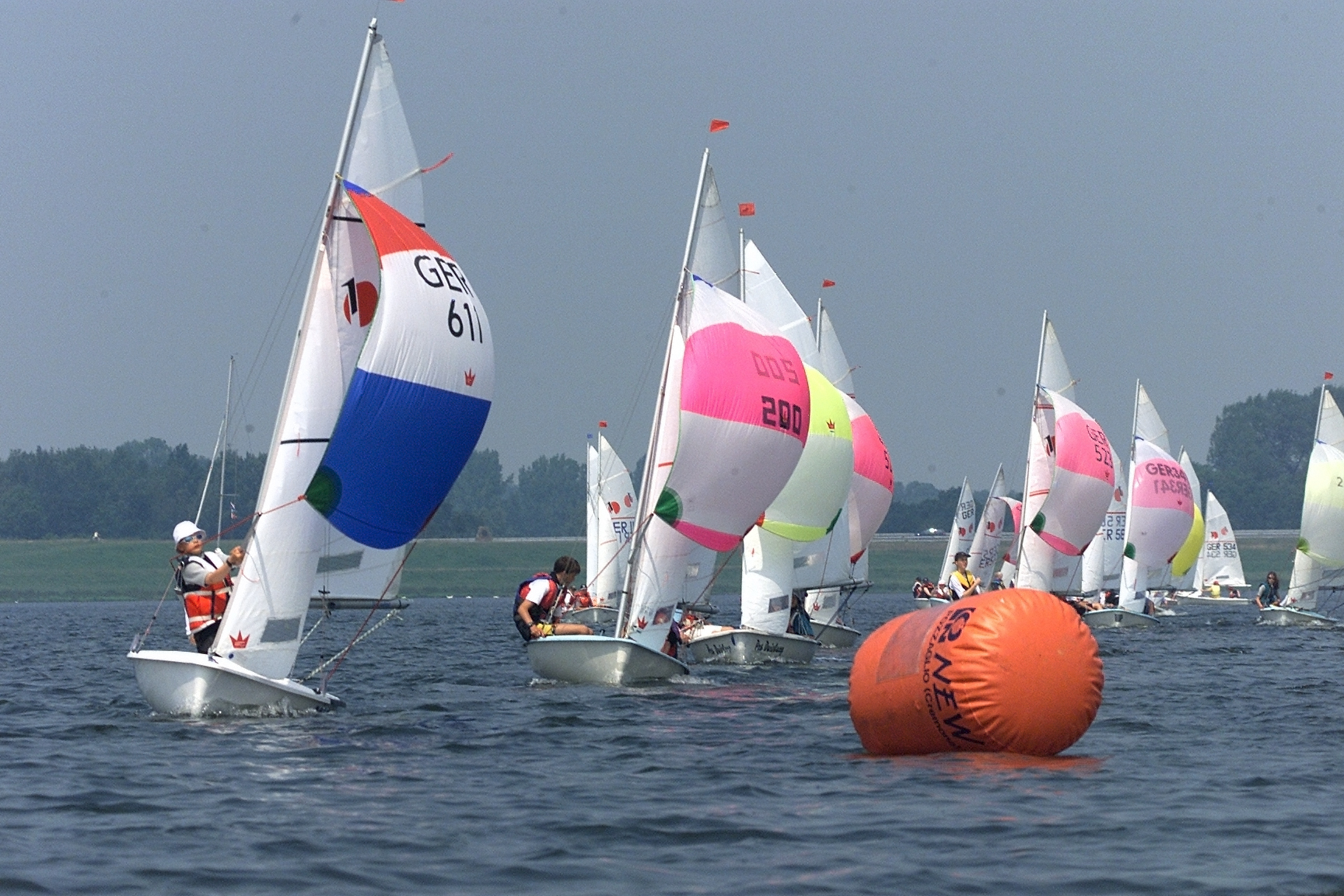
Heute nicht mehr möglich: Segelregatta auf dem Hauptsee (Juni 2000)
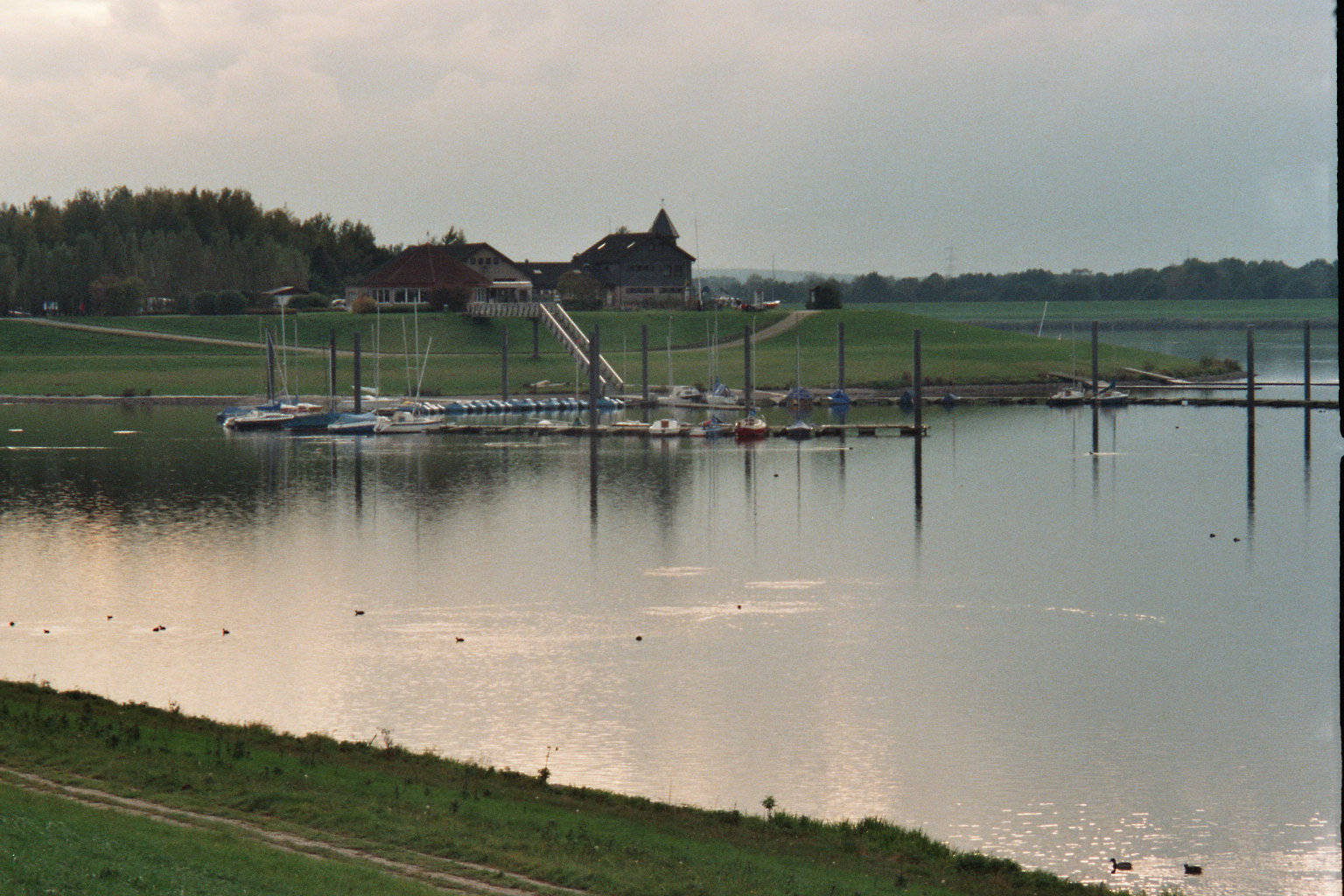
Bootshafen und Segelschule (2005)
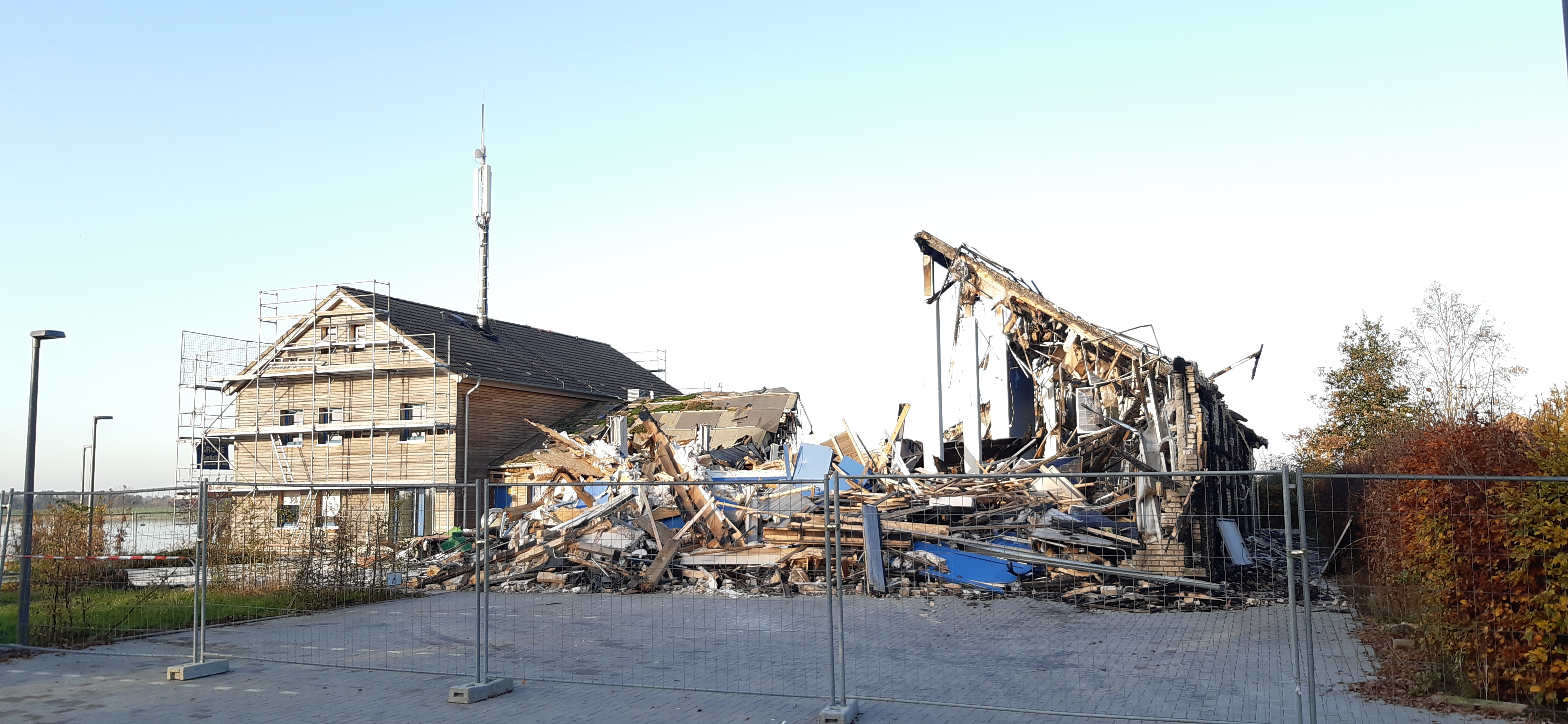
NBZ-Ruine nach dem Brand 2016

### Planungsphase
Mit dem „Generalplan für die Wasserregulierung im Hasegebiet“ vom 17. Januar 1964 wurde erstmals von einem Hochwasserrückhaltebecken im Bereich der Gemeinden Alfhausen und Rieste gesprochen. Dieses sollte die ständige Gefahr von Überflutungen am Unterlauf der Hase bannen und so die Landwirtschaft fördern. Schon bei kleineren bis mittleren Hochwassern trat die Hase über die Ufer und überschwemmte weite Flächen.

### Bauphase

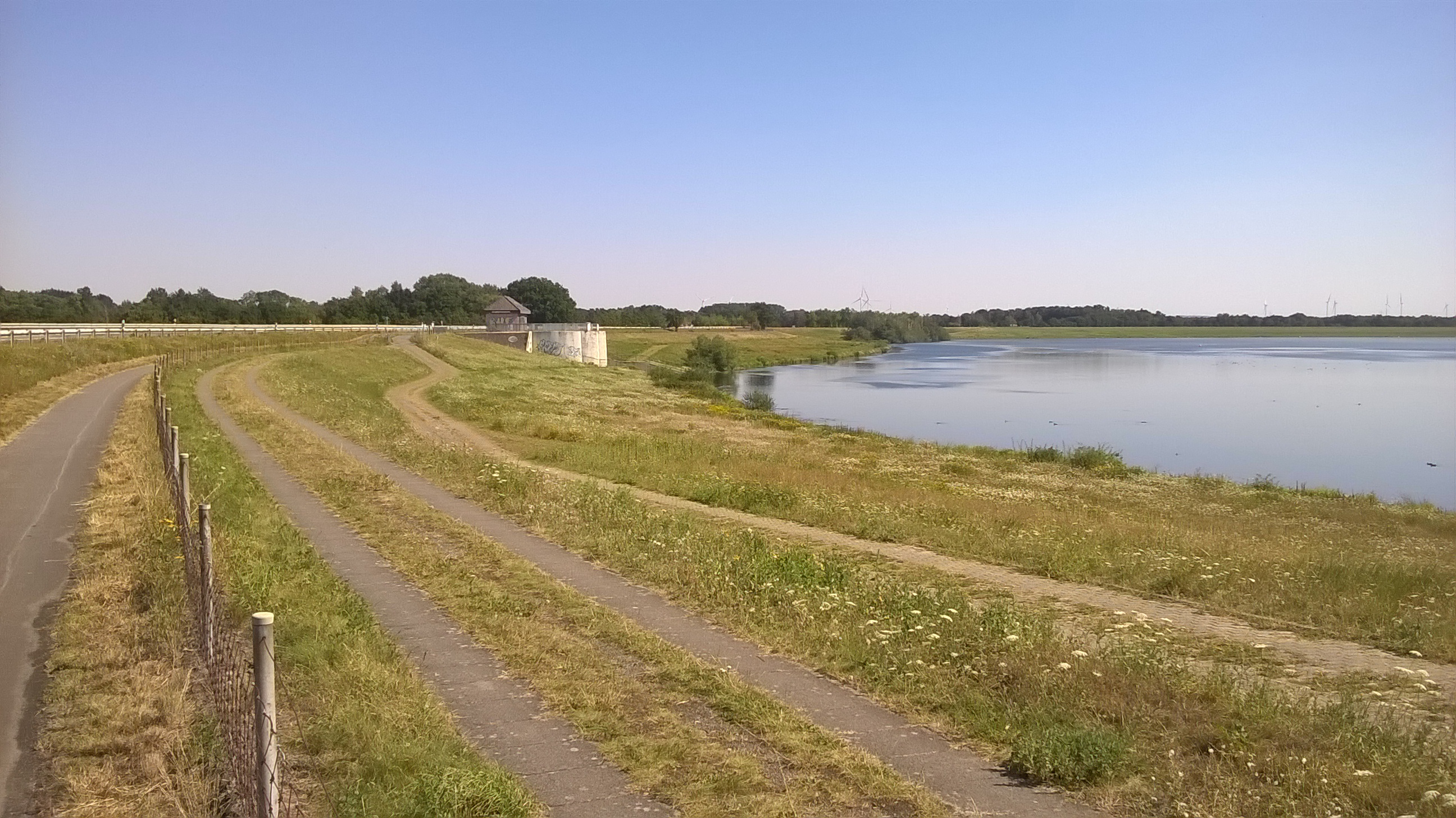
Nördliches Ende des Hauptbeckens. Auslass und Riester Straße

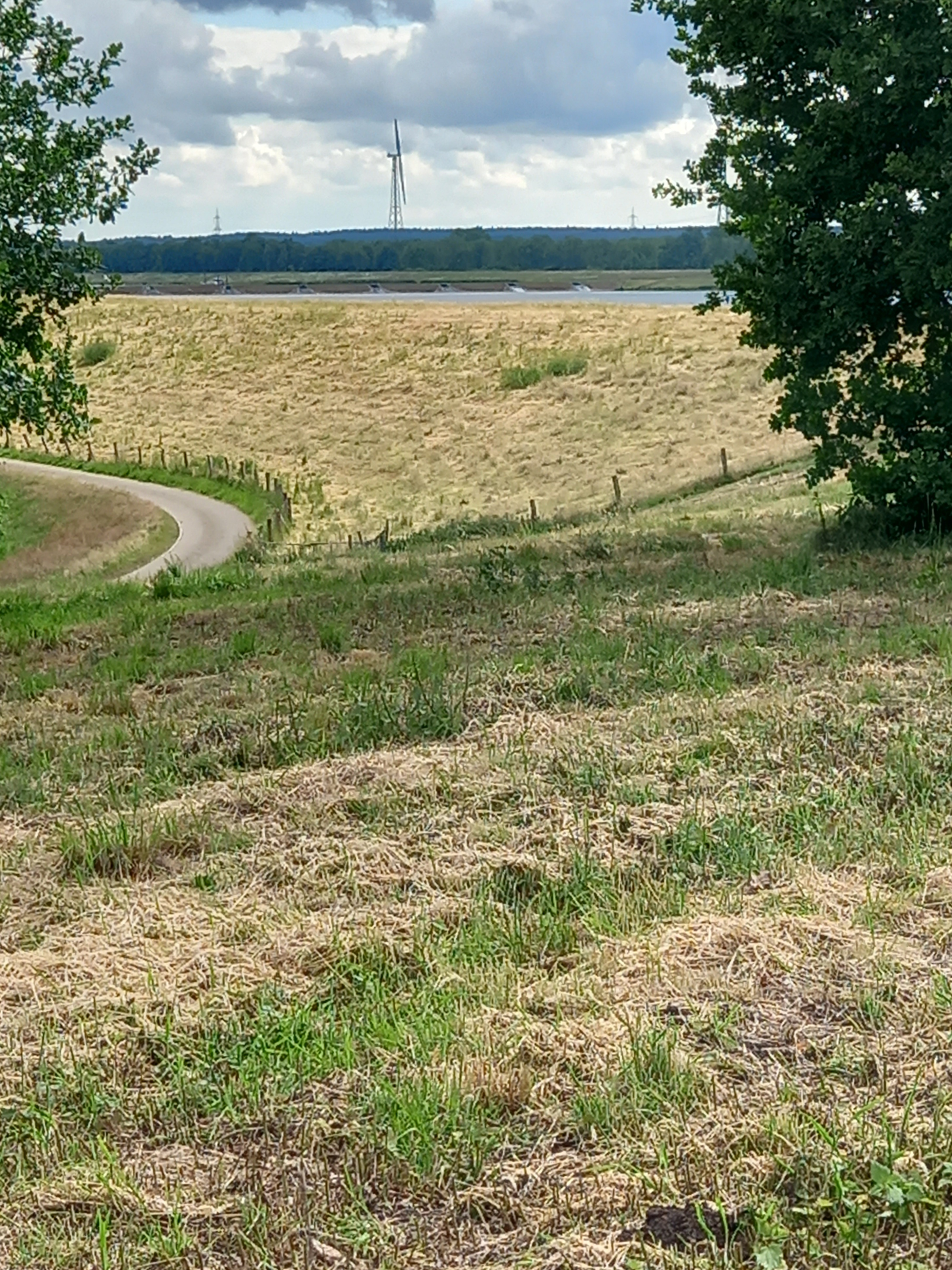
Blick entlang der Ostkurve im Ringdeich über den See und die Überlaufschwelle zum Wiehengebirge

Für den Bau wurde eigens eine Abteilung „Haseregulierung“ im Osnabrücker Wasserwirtschaftsamt eingerichtet. Sie überwachte und plante den Bau des Alfsees mit einem Büro in der Alfhausener Bauerschaft Heeke. Die Bauarbeiten für den Alfsee begannen 1970 mit Rodungs- und Deichbauarbeiten auf der zukünftigen Seefläche. Die vorgesehenen Flächen wurden ganzjährig teilweise sogar im Schichtbetrieb für den Bau hergerichtet. 1976 wurde die Riester Straße auf den Trenndeich verlegt, um für den See und das Reservebecken Platz zu machen.

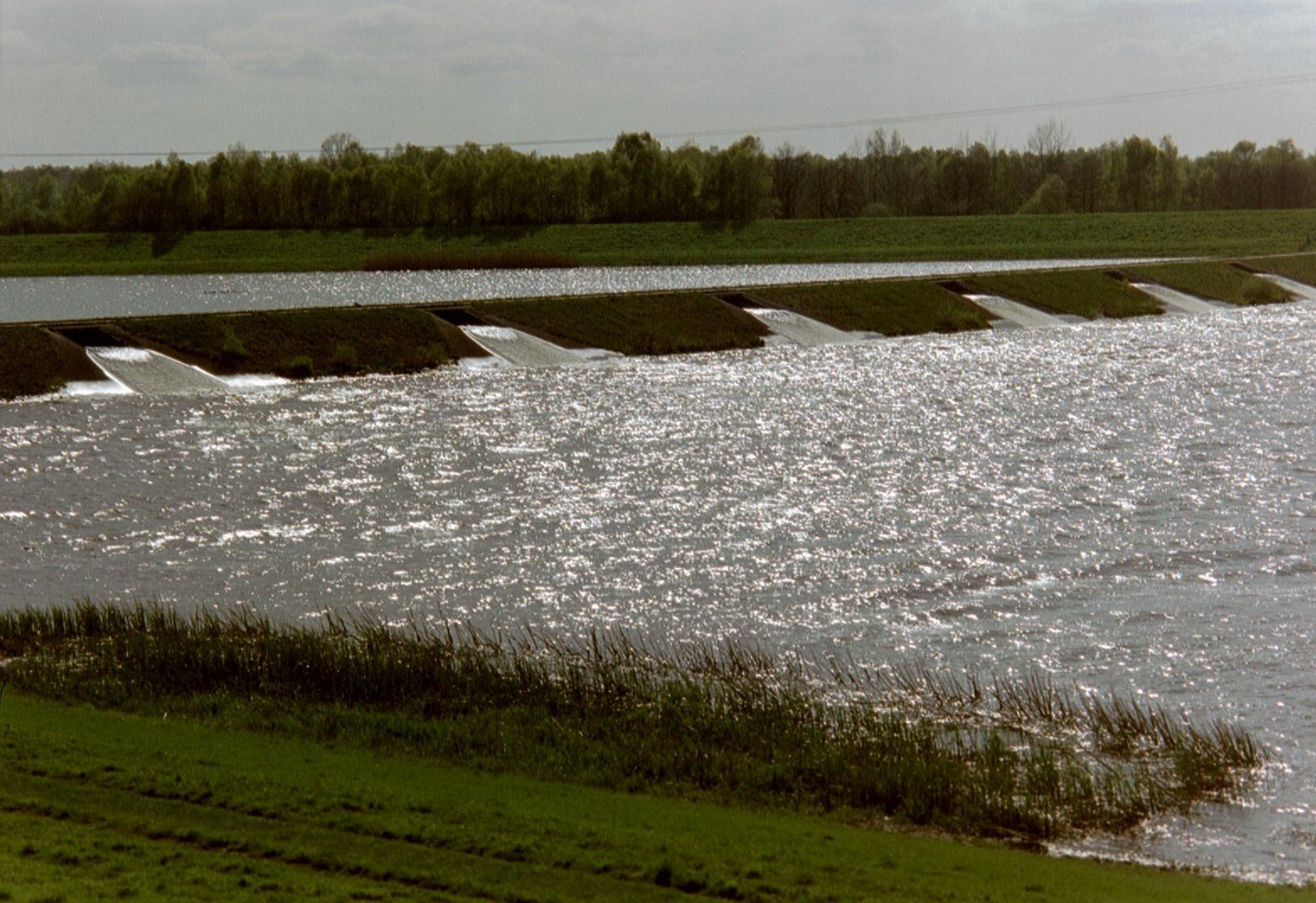
Überlauf

Die 330 m lange Überlaufschwelle, der Einlauf des Alfsees, wurde 1974 mit einem 10 ha großen Absetzbecken gebaut. Hier sollen sich Sand und Schwemmpartikel absetzen, die die Wasserqualität des Sees verschlechtern würden. Auch das Auslassbauwerk wurde 1974 errichtet. Im Sommer 1980 wurde das Verteilerbauwerk in Sögeln fertiggestellt, hier wurde die Trennung der Tiefen Hase vom Zuleiter errichtet. 1981 wurde der Ringdeich fertiggestellt, der Sand wurde aus dem Dubbelausee entnommen. Den Baumaßnahmen fiel das bei Thiene gelegene Naturschutzgebiet Pastors Pool mit seinen seltenen Pflanzenarten zum Opfer.

### Nach Fertigstellung
Der erste Probestau war für den Herbst 1981 geplant, wurde jedoch durch ein starkes Unwetter mit Hochwasser notwendigerweise schon im Frühjahr vollzogen. Um die Einflüsse auf die Umwelt und Grundwasser zu testen, wurde im Januar 1982 der erste offizielle Probestau vollzogen. Bei einer Stauhöhe von vier Metern zeigten sich kaum Beeinflussungen auf das Grundwasser in der näheren Region.
Dem Hochwasser der Hase waren die Orte in der Region über Generationen ausgesetzt. Erst mit der endgültigen Fertigstellung des Alfsees hörten Anfang der 1980er Jahre die regelmäßigen Überschwemmungen generell auf.
Am 28. Oktober 1998 bei einem der größten Hochwässer seit 1946 wurden Haupt- und Reservebecken mit 18 Millionen Kubikmetern Hasewasser geflutet und der Unterlauf der Hase vor starken Überschwemmungen geschützt.
Ab dem Jahr 1976 wurde auf dem Gebiet des Dorfs Rieste am Ostufer ein Ferienpark errichtet. Dort befinden sich heute unter anderem Ferienhäuser, mehrere Campingplätze und das Ringhotel Alfsee Piazza. Neben den Campingplätzen liegt der Dubbelausee mit drei Wasserskianlagen und einem Strandbad. In der Nähe gibt es eine Kartbahn, das Kinderautoland, die „Bullermeck“-Spielscheune, das „Erlebnisland Irrgarten Alfsee“ und verschiedene Restaurants. Der Alfsee ist auch bei Anglern beliebt, vor allem wegen des Schleienvorkommens.
Das Staubecken wurde anfangs für Wassersportzwecke genutzt; ein Bootshafen mit Bootsverleih und eine Segelschule eingerichtet. Es bot somit die Möglichkeit zum Segeln, Surfen und Tretbootfahren. Mittlerweile wurde der Stausee größtenteils zum Vogelschutzgebiet erklärt, daher sind diese Flächen für den Wassersport gesperrt.
Die im Jahr 2000 eingeweihte Jugendherberge Alfsee-Rieste liegt in Nähe der Erholungsanlagen und verfügt über 172 Betten. Im Jahr 2016 gab es hier über 25.200 Übernachtungen.
2001 musste das dem Hauptbecken vorgelagerte Absetzbecken erstmals entschlammt werden, da sich in dem dreieckigen Becken rund 150.000 Kubikmeter Schlamm angesammelt hatten. Der Schlamm, der sich in den 20 Jahren seit der Eröffnung des Alfsees angesammelt hatte, wurde mechanisch mit einem Saugbagger entfernt. Die mit dem Saugbagger entnommene Schlamm/Wassermischung wurde zum Absetzen auf drei Spülfelder gepumpt, um das nur noch 60 Zentimeter tiefe Absetzbecken wieder auf 2,5 Meter Tiefe zu bringen.
In der Nähe des Ferienparks wurde im Jahr 1998 der Archehof Arche Alfsee errichtet. Die Einrichtung gehört zu einem von der Gesellschaft zur Erhaltung alter und gefährdeter Haustierrassen e. V. (GEH) unterstützten Netzwerk von Einrichtungen, durch die vom Aussterben bedrohte alte Haustierrassen geschützt werden sollen. Seit 2014 darf sich der Archehof aufgrund des Haustierparkcharakters und der großen Menge an verschiedenen gefährdeten Nutztierrassen „Archepark“ nennen. Die Arche Alfsee beherbergt u. a. Poitou-Esel, Wollschweine, Skudden, Diepholzer Gänse, Lakenfelder Hühner und Vorwerkhühner.
Auf dem Ringdeich (östlich des Sees) befinden sich die „Seeterrassen“ als einzige unmittelbar auf diesem platzierte gastronomische Einrichtung.
Seit dem 5. März 2020 (Eröffnungsdatum) liegt unmittelbar südlich der „Seeterrasen“, auf einem zuvor als Segelschule genutzten Gelände, das Naturschutz- und Bildungszentrum Alfsee.
In der Nacht zum 1. Oktober 2020 wurde das kaum ein halbes Jahr alte Naturschutz- und Bildungszentrum durch einen Großbrand, welcher aus einer Brandstiftung entstand, zerstört. Die Feuerwehren aus Alfhausen, Rieste, Bramsche, Ankum und Wallenhorst konnten trotz größter Mühen das Gebäude nicht retten. Der Wiederaufbau wurde schon kurz nach dem Feuer aufgenommen. Das Zentrum wurde 2024 wieder eröffnet.

## Aktuelle touristische Angebote

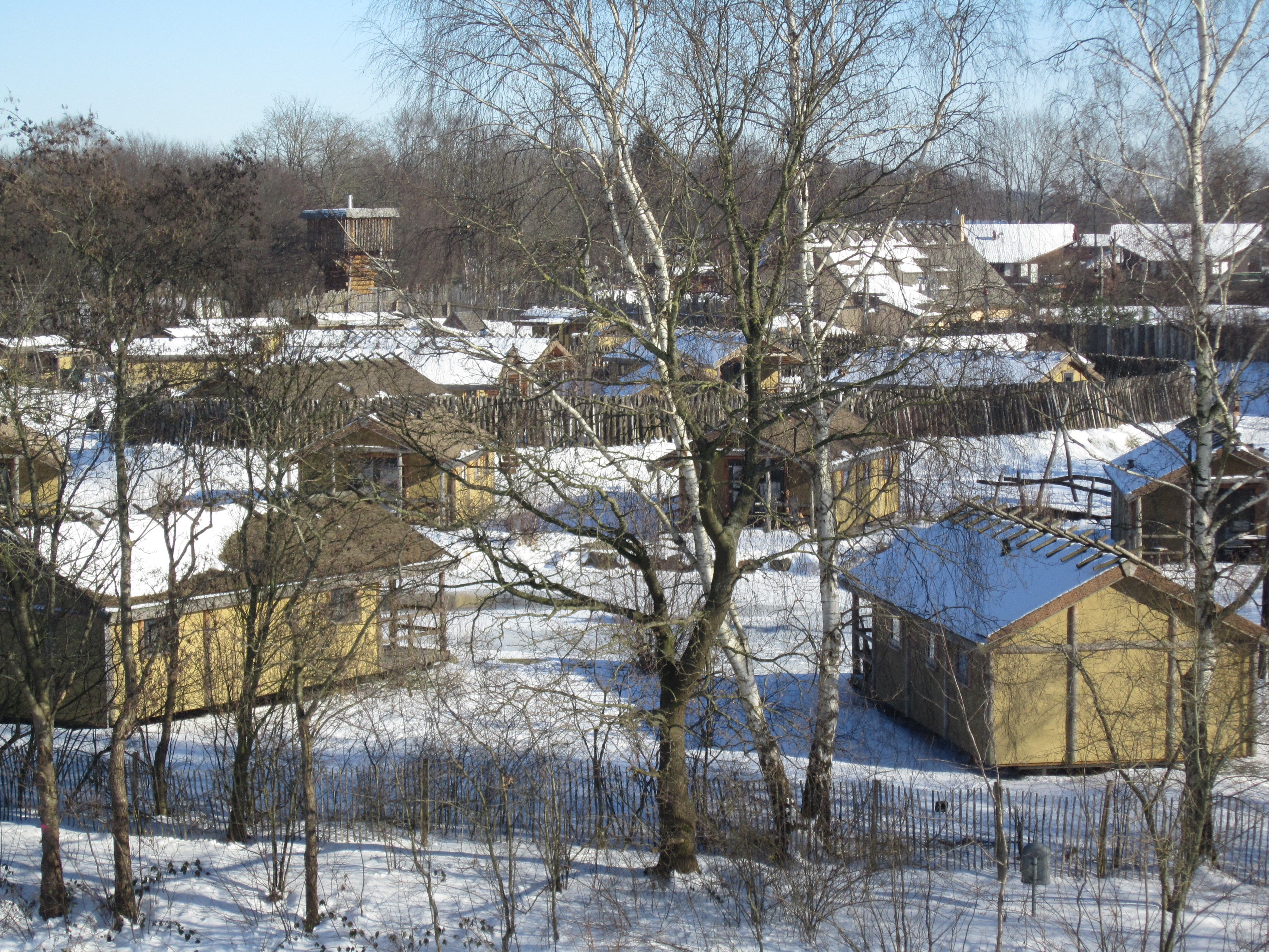
Ferien- und Erholungspark östlich des Alfsees
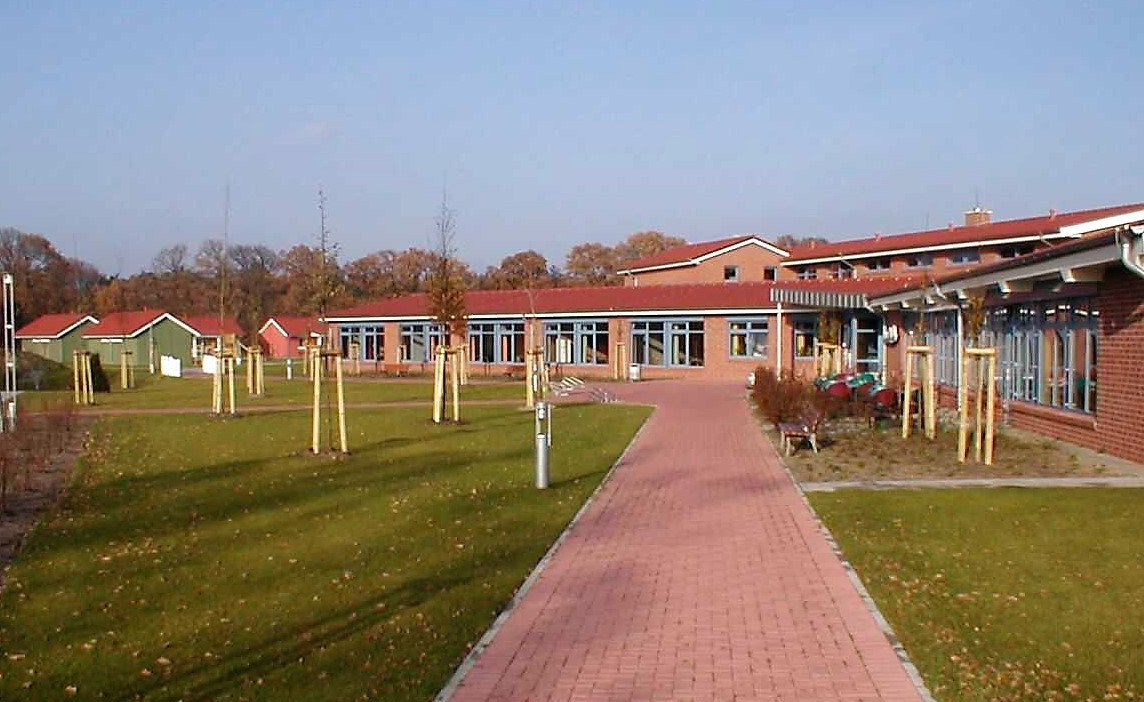
Jugendherberge Alfsee-Rieste
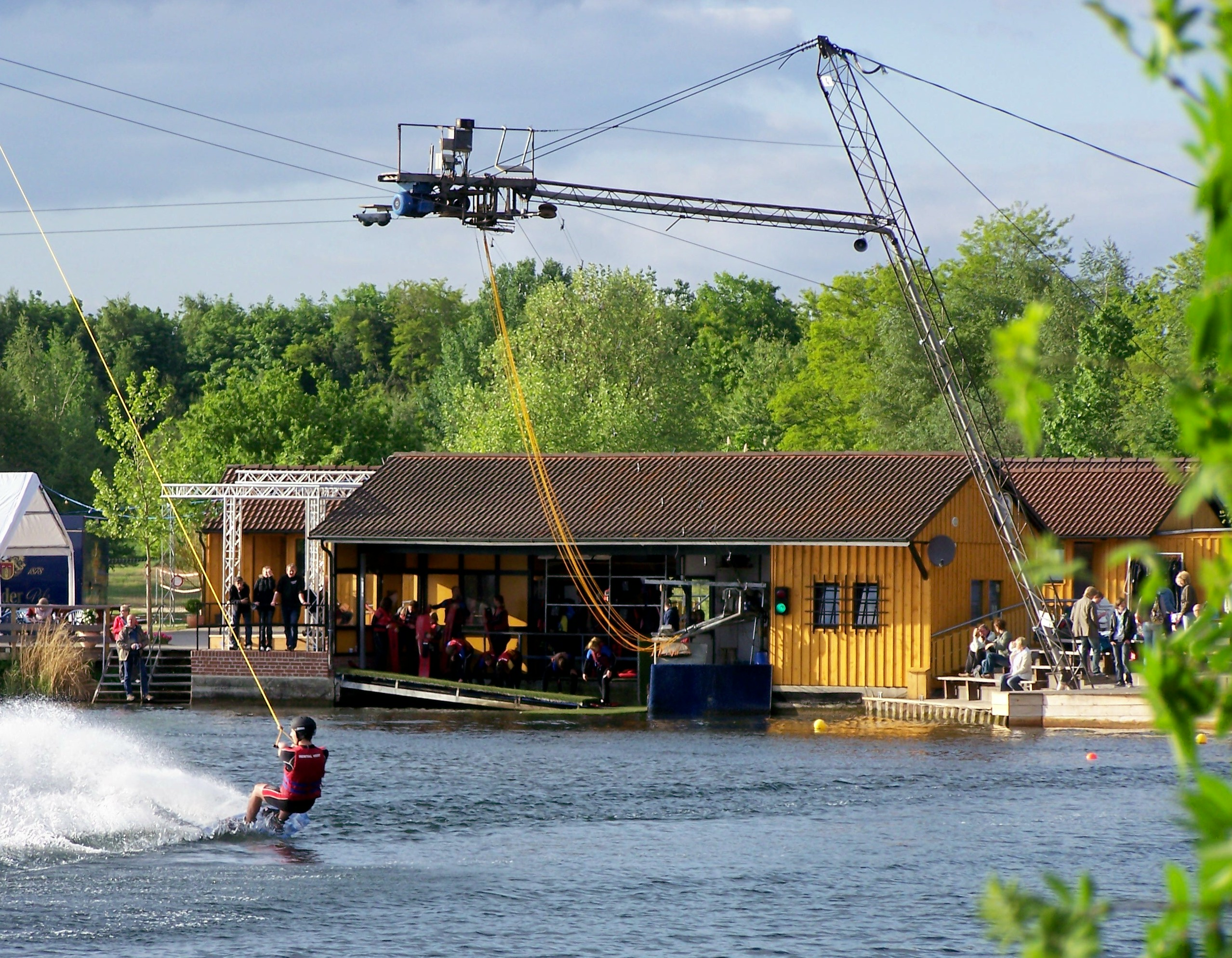
Wasserskianlage des Dubbelausees
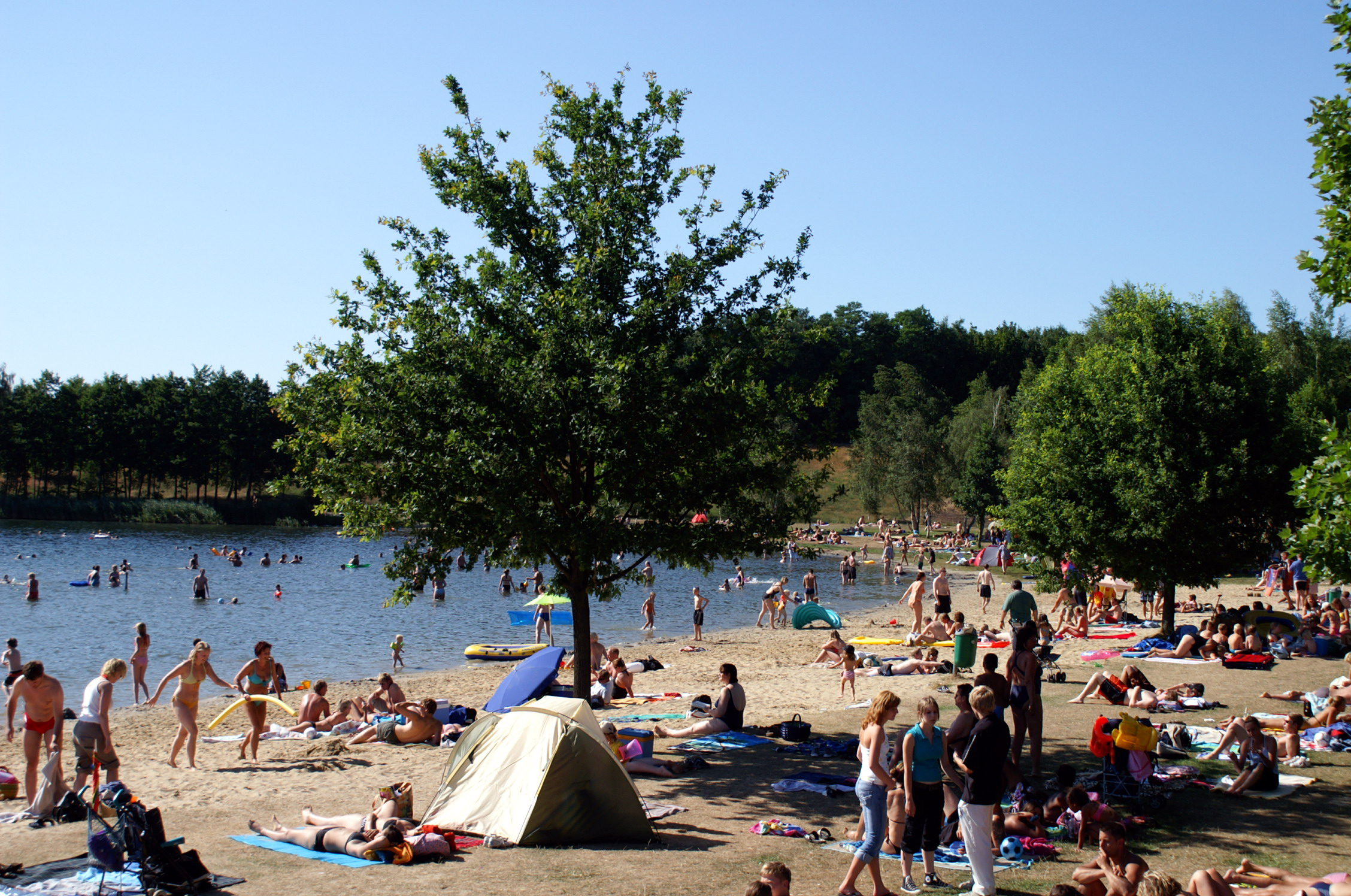
Sommer am Badestrand der Alfsee StrandArena im Jahr 2006 am Dubbelausee
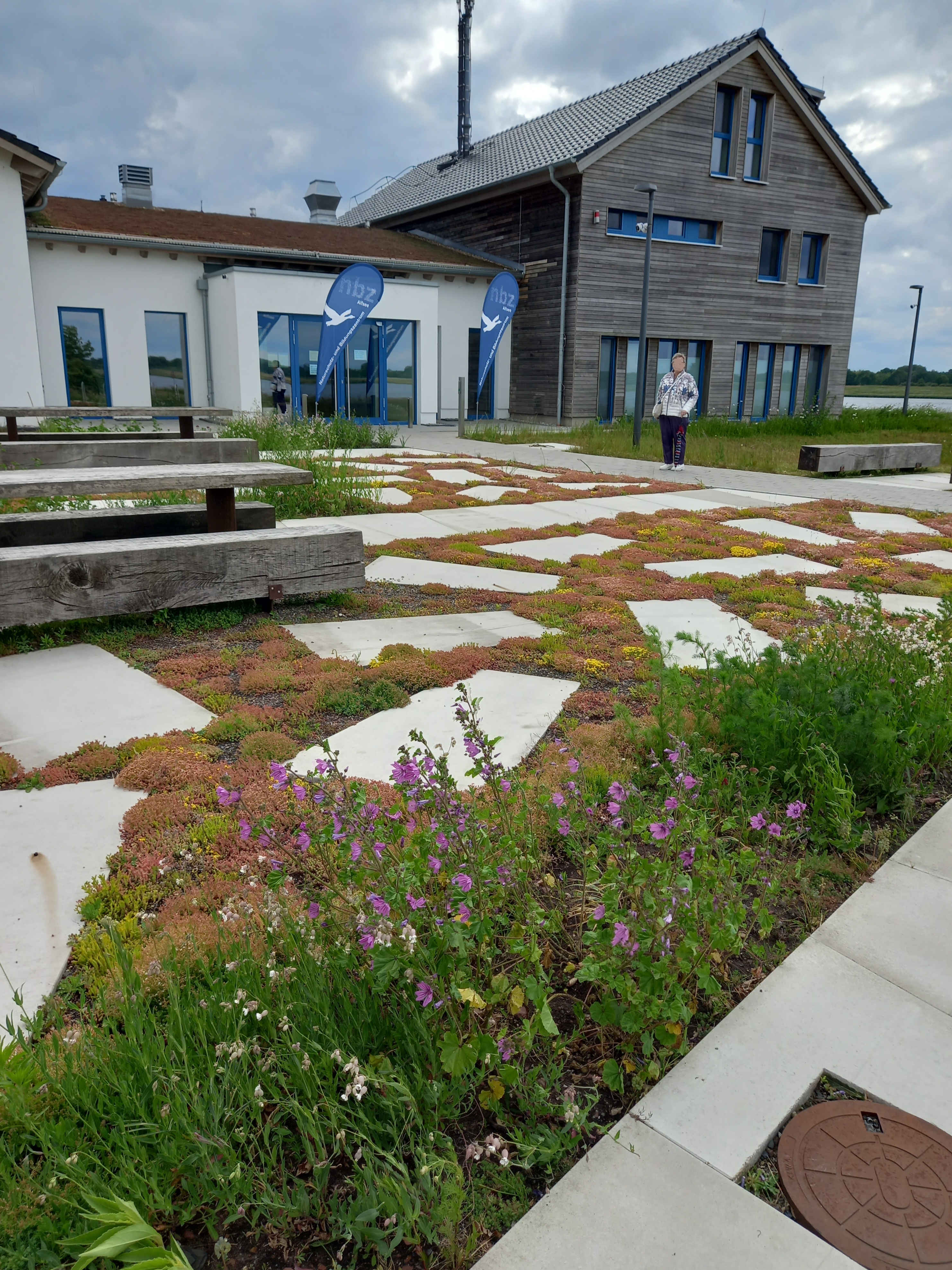
Natur- und Bildungszentrum (2025)
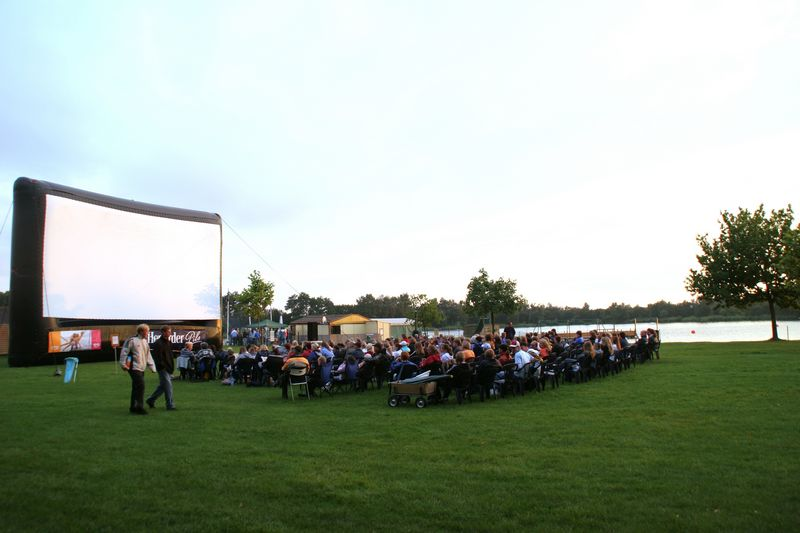
Open-Air-Kino

## Verkehrsanbindung
Der Alfsee, der sich südöstlich von Alfhausen wenige hundert Meter östlich der B 68 befindet, kann von dieser Bundesstraße und von der Anschlussstelle Neuenkirchen-Vörden der etwas östlich vorbeiführenden A 1 erreicht werden. Der im Stundentakt von Bremen (über Delmenhorst) und Osnabrück aus bediente Bahnhof Rieste ist nur etwa 1.800 m vom Alfsee entfernt.

## Bilder

Panoramabild des Alfsees
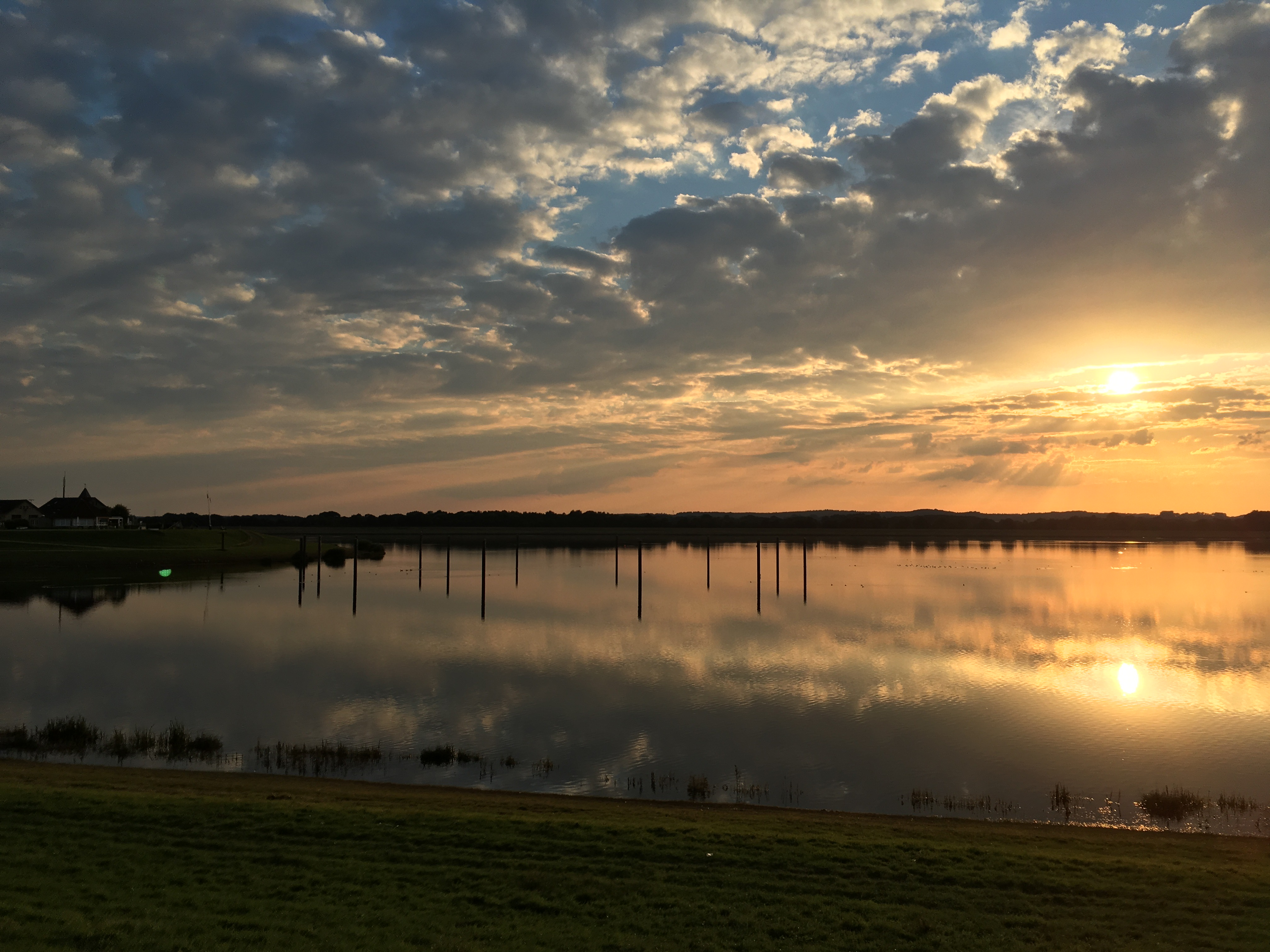
Blick vom Staudamm auf den Alfsee
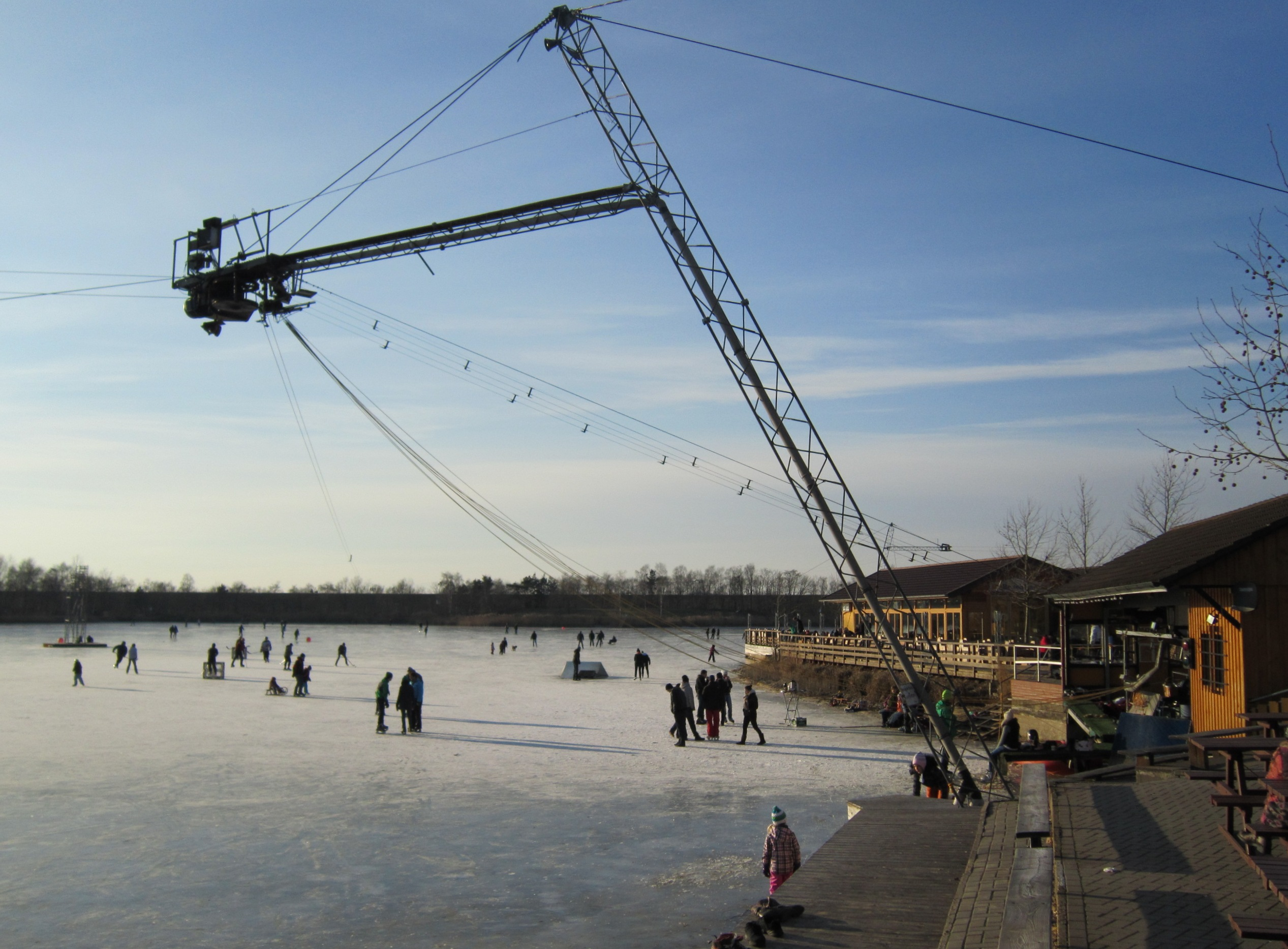
Wasserskianlage des Dubbelausees (Winter)